# Эумалакостраки
Эумалакостраки (Eumalacostraca) — подкласс ракообразных, включающий практически всех современных высших раков (более 40 тысяч описанных видов). Оставшиеся виды относятся к подклассам филлокариды (Phyllocarida) и гоплокариды (Hoplocarida).

## Отличительные особенности
Представители данного подкласса имеют 18 сегментов тела (4 головных, 8 грудных и 6 сегментов брюшка). Грудные конечности сращены и используются для плавания или перемещения по суше. Общий предок эумалакострак, вероятно, имел карапакс, он есть и у большинства современных видов, однако его утратили представители некоторых подгрупп.

## Таксономия

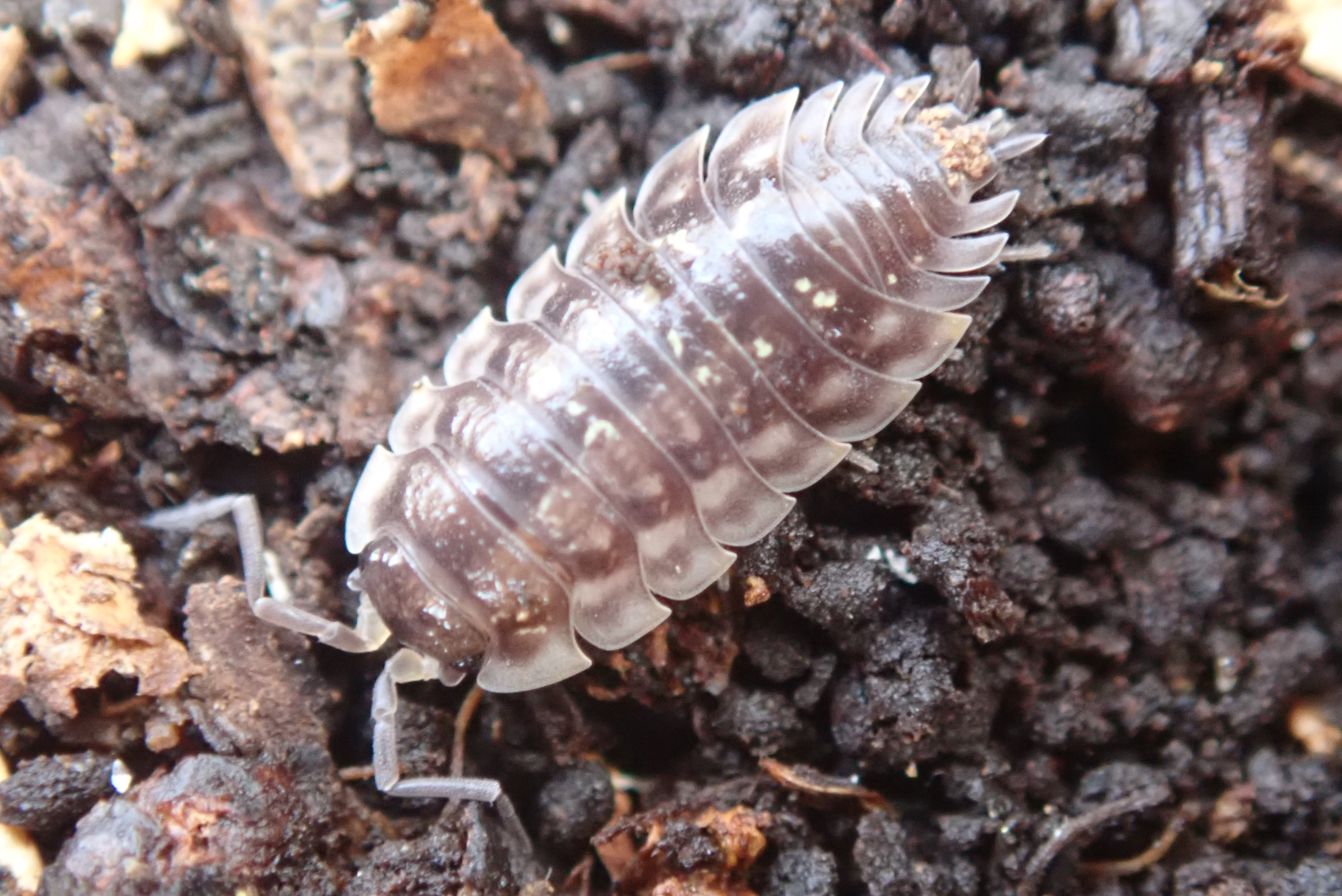
Oniscus asellus из отряда равноногих

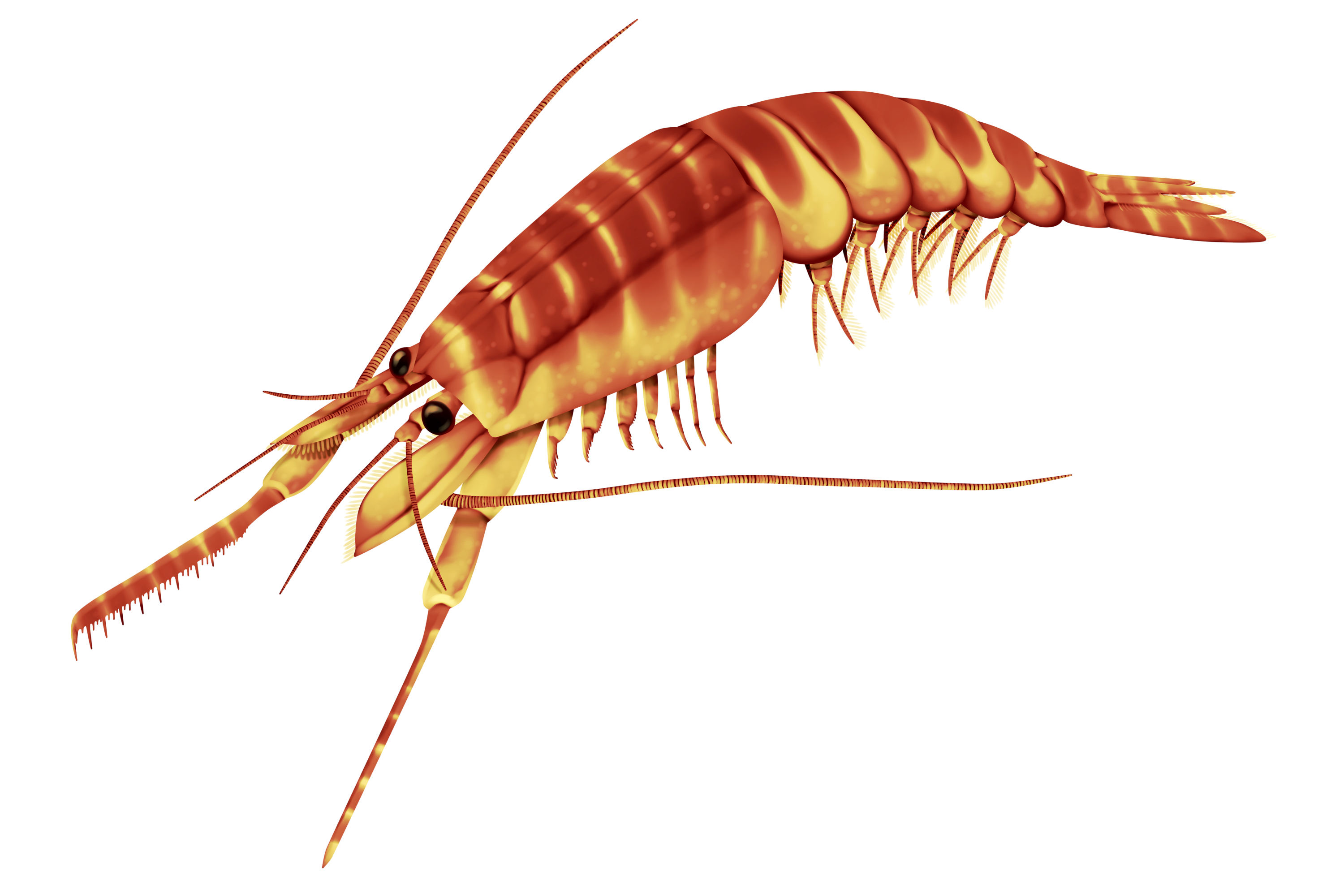
Реконструкция Angustidontus, вымершего в палеозое

Мартин и Дэвис предлагают следующую классификацию эумалакострак, включенные сюда вымершие отряды помечены знаком †.
Первоначально группа была описана Карлом Гроббеном и включала ротоногих раков (Stomatopoda), и некоторые современные эксперты придерживаются этой точки зрения. В данной статье используется классификация Мартина и Дэвиса, и ротоногие выделяются в самостоятельный подкласс гоплокариды (Hoplocarida).
- Подкласс Эумалакостраки (Eumalacostraca) Grobben, 1892
- Надотряд синкариды (Syncarida) Packard, 1885
  - †Отряд Palaeocaridacea
  - Отряд батинеллиевые (Bathynellacea) Chappuis, 1915
  - Отряд анаспидацеи (Anaspidacea) Calman, 1904 (включая Stygocaridacea)
- Надотряд перакариды (Peracarida) Calman, 1904
  - Отряд спелеогрифовые (Spelaeogriphacea) Gordon, 1957
  - Отряд термосбеновые (Thermosbaenacea) Monod, 1927
  - Отряд лофогастриды (Lophogastrida) Sars, 1870
  - Отряд мизиды (Mysida) Haworth, 1825
  - Отряд Mictacea Bowman, Garner, Hessler, Iliffe & Sanders, 1985
  - Отряд бокоплавы (Amphipoda) Latreille, 1816
  - Отряд равноногие (Isopoda) Latreille, 1817 (в том числе мокрицы)
  - Отряд клешненосные ослики (Tanaidacea) Dana, 1849
  - Отряд кумовые (Cumacea) Krøyer, 1846
- Надотряд эвкариды (Eucarida) Calman, 1904
  - †Отряд Angustidontida Gueriau, Charbonnier & Clément, 2014[1]
  - Отряд эвфаузиевые (Euphausiacea) Dana, 1852
  - Отряд амфионидацеи (Amphionidacea) Williamson, 1973
  - Отряд десятиногие (Decapoda) Latreille, 1802 (крабы, раки, креветки)